# ما جيان (سياسي)
ما جيان (بالصينية: 马建) هو سياسي صيني، ولد في 1956 في جيانغشي في الصين. حزبياً، نشط في الحزب الشيوعي الصيني. وقد انتخب عضو في اللجنة الوطنية لجمهورية الصين الشعبية خلال فترته النيابية ‏.